# Apple A15
Apple A15 仿生晶片是一款2021年由蘋果公司設計的64位元ARM架構處理器。由台積電以5奈米製程生產，擁有150億個電晶體，使用於iPhone SE (第三代)、iPhone 13/13 mini、iPhone 13 Pro/13 Pro Max、iPhone 14/14 Plus、iPad mini (第六代)以及Apple TV 4K (第三代)。

## 設計
Apple A15 Bionic 采用 Apple 设计的 64 位六核CPU ，贯彻ARMv8指令集架构 ，具有两个称为Avalanche的高性能内核和四个称为Blizzard的节能内核。苹果声称 iPhone 中的 A15 比竞争对手快 50%。还声称 iPad Mini 6 中的 A15 比 A12 快 40%。 Anandtech的深度细分透露“与A14相比，新A15将双性能核心集群的峰值单核频率提高了8%，相比上一代的2998MHz，现在达到了3240MHz。当两个性能核心都处于活跃状态时，它们的工作频率提高了 10%，与上一代的 2890MHz 相比，现在都以 3180MHz 运行。” 
A15 包含 150 亿个晶体管，比A14的 118 亿个晶体管数量增加了 27.1%。它包括专用的神经网络硬件，Apple 称之为新的 16 核神经引擎。神经引擎每秒可以执行 15.8 万亿次操作，比 A14 每秒 11 万亿次操作（+ 43%）要快。 A15 还包括一个新的图像处理器(ISP)，具有改进的计算摄影能力。苹果还通过将系统缓存增加一倍至 32MB 来提高性能。
A15 支持HEVC和 H.264 的视频编解码器编码。它支持 HEVC、H.264、MPEG-4 Part 2 和 Motion JPEG 的解码。编解码器VP8和VP9也得到非官方支持。硬件加速不支持AV1编解码器。
A15 由台积电制造，据报道采用其第二代 5 纳米制造工艺 N5P。

## 使用機型
- iPhone 13/13 mini(4核心GPU版)
- iPhone 13 Pro/13 Pro Max(5核心GPU版)
- iPhone 14/14 Plus(5核心GPU版)
- iPad mini (第六代)(5核心GPU版，但主頻相比iPhone 13 pro略有降低)
- iPhone SE (第三代)(4核心GPU版)
- Apple TV 4K (第三代)